# Hadrospora fallax
Hadrospora fallax är en svampart som först beskrevs av Mouton, och fick sitt nu gällande namn av Boise 1989. Hadrospora fallax ingår i släktet Hadrospora och familjen Phaeosphaeriaceae.   Inga underarter finns listade i Catalogue of Life.